# Parti Islam Se-Malaysia

Partiets logotyp.

Parti Islam Se-Malaysia (PAS islamiska partiet Malaysia) är ett islamistiskt politiskt parti i Malaysia, och en medlem av oppositionen. Dess ordförande är Abdul Hadi Awang, som moraliskt stödde talibanerna när de förstörde Buddhastatyerna i Bamiyan i Afghanistan i mars 2001 och i en predikan sade att han tror att talibanerna är ett fint exempel på en islamisk regim, som han vill det i Malaysia.

## Grundande
31 maj 1955 registreras partiet med sitt ursprungliga namn Persatuan Islam Se-Malaysia. Det var ursprungligen en del av UMNO, det dominerande politiska partiet i Malaysia, men separerades senare från detta.

## Val
PAS främsta fäste är den konservativa landsbygden. År 1990 fick partiet valframgångar i Kelantan, och var därmed det första partiet att vinna ett val i en stat mot Barisan Nasional. År 1999 var partiet en av grundarna till den oppositionella koalitionen Barisan Alternatif, och kunde utöka sin närvaro i parlamentet från 7 till 27 platser i parlamentsvalet. De vann också en majoritet i delstaten Terengganu och nästan i Kedah.
I valet 2004 vann PAS sju platser, men tappade en genom diskvalifikation av en Barisan Nasional kandidat i PAS. Partiledaren Abdul Hadi Awang förlorade sin plats i parlamentet. PAS förlorade också majoriteten i Terengganu, men kunde försvara sin majoritet i Kelantan.
I valet 2008, var PAS i sin tur en del av en oppositionell koalition, Pakatan Rakyat ledd av Anwar Ibrahim. I det malaysiska parlamentet, fick koalitionen totalt 46,7% av rösterna, vilket gav 82 av de 222 platserna. PAS fick 14,5% av rösterna och 23 mandat. Pakatan Rakyat kunde även vinna majoriteten i fem av de 13 malaysiska staternas parlamentet och därmed bilda delstatsregering.

## PAS och de icke-muslimska minoriteterna
PAS bygger på en bred islamisk majoritet i delstaterna Kelantan och Terengganu, eftersom den överväldigande majoriteten av befolkningen där är malajer. Däremot undviker islamisterna att begränsa de etniska minoriteternas liv, särskilt den kinesiska, som är den i särklass största och mest välmående minoriteten i Malaysia. I val på delstatsnivå, behöver PAS för en seger enligt yttrande av experter även röster från minoriteter, eftersom endast ca 60% av befolkningen är muslimer och det är osannolikt att den överväldigande majoriteten av malajer skulle vända sig bort från UMNO. Därför tar PAS hänsyn till kineserna i Terengganu. I Terengganu kan man fortsätta att köpa öl och fläsk, vilket islamister annars förkastar strängt.
Det är dock inte tillåtet sedan 2003 att anlita en chaufför, som tillhör det motsatta könet. Även om man gör en familjeresa, måste man dela upp familjen.
PAS försäkrade kineserna att Hududlagarna inte kommer att gälla för dem.
Medan en viktig skillnad mot det styrande UMNO, som också bärs av muslimska malajer, är att PAS är mindre inriktade på omfördelning. UMNO ger ekonomiska förbättringar och privilegier till malajer på bekostnad av den kinesiska befolkningen. I Terengganu, har en grupp av kinesiska familjer skrivit över äganderätten till ett markområde som de tidigare förgäves länge hade försökt under UMNO.
Däremot skulle ett PAS-styre i hela Malaysia fortfarande innebära en stark begränsning av de medborgerliga rättigheterna för nationella minoriteter, såsom att inga fler kineser kunde bli jurister och politiker och att deras vittnesmål bara ges hälften så mycket vikt i domstol som muslimernas.